# Xã Decatur, Quận Decatur, Iowa
Xã Decatur (tiếng Anh: Decatur Township) là một xã thuộc quận Decatur, tiểu bang Iowa, Hoa Kỳ. Năm 2010, dân số của xã này là 411 người.